# 吳國昌
吳國昌（葡萄牙語：António Ng Kuok-cheong，1957年9月26日—），廣東南海人，澳门政治人物，歷任澳葡政府第五、六屆立法會議員、澳門特別行政區第一、二、三、四、五、六屆立法會議員。他同時是新澳門學社首任理事長及會員，澳門民主發展聯委會理事、澳門基本法諮詢委員會委員、澳門社區發展新動力會員大會主席。

## 生平

### 初投政界
吳國昌生于广东南海，1959年移居澳門。早年在香港中文大學就讀時為左派學生領袖，並活躍於當時的保釣運動。當時的港英政府因為憂慮中國共產黨的左派入侵，所以拒發工作簽證，促使原先打算在香港工作的吳國昌回流澳門。回澳後他在南通銀行任職放款部經理。
1989年，中國發生八九民運，澳門有多個團體發起遊行、籌款和收集簽名和絕食以聲援北京學運，吳國昌與區錦新等數十位人士組成論政團體「民主沙龍」。「民主沙龍」後來改組為「聲援中國學運聯委會」，其後再易名為澳門民主發展聯委會（簡稱民聯會）。六四事件過後，中國政府秋後算賬，澳門最早回應民運的組織「東大學生關注北京學運小組」在負責人聶國瑞遭人以玻璃瓶襲擊頭部後宣佈解散。1990年，當時任職中國銀行經理的吳國昌受壓辭職，在青洲小學任教的區錦新也被解僱，更被人用木棍扑頭，民聯會除了區錦新和吳國昌以外的成員大多因面對職業威脅、家庭壓力和暴力襲擊而四散而去。
當時澳門經濟已有一定發展，中產階層激增，年輕人開始對論政產生興趣，而吳國昌亦開始結識同齡且背景相近的區錦新、陸偉聰、湯家耀等人。吳國昌等人決定參選澳葡政府治下的立法會，曾在1990年加盟以民生派議員何思謙為首的「友誼促進會」名義參與立法會增額補選，但不敵街總梁慶庭落敗，後於1992年與區錦新等人成立政治團體新澳門學社，1992年澳門立法會選舉吳國昌首次參與正式選舉便以3000多票成功進身議會。他曾說：「希望把議會的文化改變過來，讓市民看看什麼是民選議員。」吳國昌、區錦新兩人仍然堅持舉辦六四悼念集會，直到該集會被當局禁止。

### 選戰立法會
自此，吳國昌歷任澳葡政府第五、六屆立法會議員，澳門回歸後他繼續連任成為第一、二、三、四、五、六屆澳門特別行政區立法會議員，前後成為八屆直選議員。在2005年澳門立法會選舉中，他以23489票最高票三度連任。2009年澳門立法會選舉中分拆名單參選則以16,424票四度連任。

### 積極運用議員所有職能
有評論認為，往日立法會常被市民批評為橡皮圖章，只會通過公務員加薪等法案，吳國昌當選後積極運用議程前發言以及質詢並針對政府的職能。在2001年以前，吳國昌在議程前發言與及質詢的數字常在全部數字的八成以上，而他的努力亦逐漸使立法會上出現了超過10人提出質詢的以往罕見現象，立法會的重要性亦因此稍被重新重視。

### 九不識事件
澳門主權移交前，葡萄牙政府要求澳葡政府負擔歷任澳門總督及政務司等的返回原職津貼和月津貼。吳國昌後來向立法會提出議案，反對由澳葡政府支付歷任總督及政務司的所有津貼。結果葡萄牙政府不要求澳門支付這些津貼，並把澳葡政府已匆匆付出的款項退回至澳門的庫房。
1997年（澳門主權移交前兩年），澳葡政府從公務員退休金撥走大量款項，吳國昌和市政議員區錦新致函歐盟委員會，質疑葡萄牙政府因財政緊絀而強行調動澳門公務員退休金款項，以當作葡萄牙政府收入來滿足《馬城條約》對歐元參與國的基本財政要求。及至1998年11月，時任八名葡裔議員華年達、歐安利、戴明揚、歐若堅、飛文基、潘志輝、施綺蓮、羅立文發起聯名譴責，指責吳國昌「不識政治、不識法律、不識經濟、不識財政、不識會計、不識行政、不識外交、不識數學、不識文化」的「九不識」。其後，當時的澳門市政廳廳長麥健智在市政議會責備區錦新。結果，1999年歐盟委員會正式覆函，證明經調查後，投訴屬實，而澳葡政府亦停止從澳門公務員退休金撥走款項。

### 爭取15年免費教育
澳門回歸前十年起，澳葡政府運用建造中葡友好建築物，以三千多萬澳門元興建融和門（今已因外牆剝落而封閉），吳國昌批評澳葡政府浪費公帑卻不肯把資源投放於教育。1992年，吳國昌動議落實免費教育，決議以4:7被否決，當時身為立法會副主席何厚鏵說：「我良心上很支持你，但我卻不能按良心投票。」至澳門回歸後，吳國昌與區錦新多次爭取高中免費教育，2005年更發起「一匹布簽名運動」；至2007年學年，澳門特區政府全面實施高中免費教育。

### 抗衡官商勾結
澳門回歸後，澳門特區政府時常以低廉價格將土地批與商人，而當中不少商人與行政長官何厚鏵關係緊密。吳國昌與區錦新直指這種是出賣國家與出賣澳門的官商勾結和利益輸送，多次向特區政府作出指責，且不斷在其學社出版的刊物《新澳門》公開揭示相關事件，甚至上書中央政府。

### 歷年選舉得票
| 選舉             | 組別       | 得票               |
| ---------------- | ---------- | ------------------ |
| 1992年立法會選舉 | 民主新澳門 | 3412 （第三）      |
| 1996年立法會選舉 | 民主新澳門 | 6346 （第六）      |
| 2001年立法會選舉 | 民主新澳門 | 16961 （最高得票） |
| 2005年立法會選舉 | 民主新澳門 | 23489 （最高得票） |
| 2009年立法會選舉 | 民主昌澳門 | 16424 （第三）     |
| 2013年立法會選舉 | 民主昌澳門 | 10986 （第八）     |
| 2017年立法會選舉 | 民主昌澳門 | 10,080 （第九）    |

## 個人生活

### 學歷
吳國昌畢業於粵華中文中學，澳門觀察報社長、前立法會議員陳偉智、前澳門保安司司長張國華及前運輸工務司司長歐文龍是他的中學同學，中學畢業後吳國昌到香港中文大學取得社會科學學士，主修經濟學。
他曾獲第一屆澳門青年文學獎詩組及散文組冠軍，著作有《民主派》，該書在2013年再版，並新增章節，取名《民主派之濠江論政》。

### 家庭
吳國昌的妻子江洵美是香港人，於香港中文大學認識，其子吳肇元也於中文大學完成大學課程。吳國昌不知道自己的親生父母是誰。他推測自己是由大躍進中吃不飽肚子的中國大陸父母，送給澳門一位終身未嫁的女繼承人。比他年長四十多歲的養母因為單身而把他當作是「弟弟」養大，她在他即將上大學時離世。